# Stenandrium guineense
Stenandrium guineense är en akantusväxtart som först beskrevs av Christian Gottfried Daniel Nees von Esenbeck, och fick sitt nu gällande namn av K. Vollesen. Stenandrium guineense ingår i släktet Stenandrium och familjen akantusväxter. Inga underarter finns listade i Catalogue of Life.